# Charline Schwarz
Charline Schwarz, född 15 januari 2001, är en tysk bågskytt. Hon deltog vid olympiska sommarspelen 2020.